# 壞疽性膿皮症
壞疽性膿皮症（英語：Pyoderma gangrenosum，縮寫成 ）是一种皮膚病，通常先出现小肿块，再逐渐扩大为溃疡，面積隨後逐渐變大。溃疡边界清晰，常合併疼痛。虽然最常出現在腿部，但病变可发生在身体的任何部位。它也可能發生在受到轻伤的部位。
病因不明，但一般認為與自身發炎有關 。可能與自體免疫性疾病（類風濕性關節炎或炎症性肠病等）、癌症（白血病）和某些药物有关 。它不具有传染性。需先排除其他可能病因，之後才根据症状诊断。
治疗可能包括皮質類固醇、环孢素、英夫利西单抗或卡那奴单抗。一旦伤口开始愈合，即可进行皮肤移植。如果不治疗，溃疡可能会增大、稳定或逐渐愈合。尽管接受治疗，但復回过程可能需要数月之久，且可能留下疤痕。
在美国，每年每 10 万人中约有 1 人发病。在發炎性腸炎患者中，盛行率约 2%。較常發生在女性，  及 20 至 50 岁之间。此病首次報告於 1930 年。